# Kamal (Larangan)
Kamal is een bestuurslaag in het regentschap Brebes van de provincie Midden-Java, Indonesië. Kamal telt 5447 inwoners (volkstelling 2010).